# Heilig Hartbeeld (Bergschenhoek)
Het Heilig Hartbeeld is een standbeeld in de Nederlandse plaats Bergschenhoek, in de provincie Zuid-Holland.

## Achtergrond
De Sint-Willibrorduskerk en bijbehorende pastorie aan de Smitshoek werden in 1910 gebouwd naar een ontwerp van architect Albert Margry. Zij zijn aangewezen als gemeentelijk monument. In de jaren vijftig werd in de tuin voor de pastorie een Heilig Hartbeeld geplaatst dat werd gemaakt door Albert Meertens. Het beeld is een gestileerde variant van het keramieken buitenbeeld dat Meertens eerder maakte voor het Gemmaklooster in Sittard.

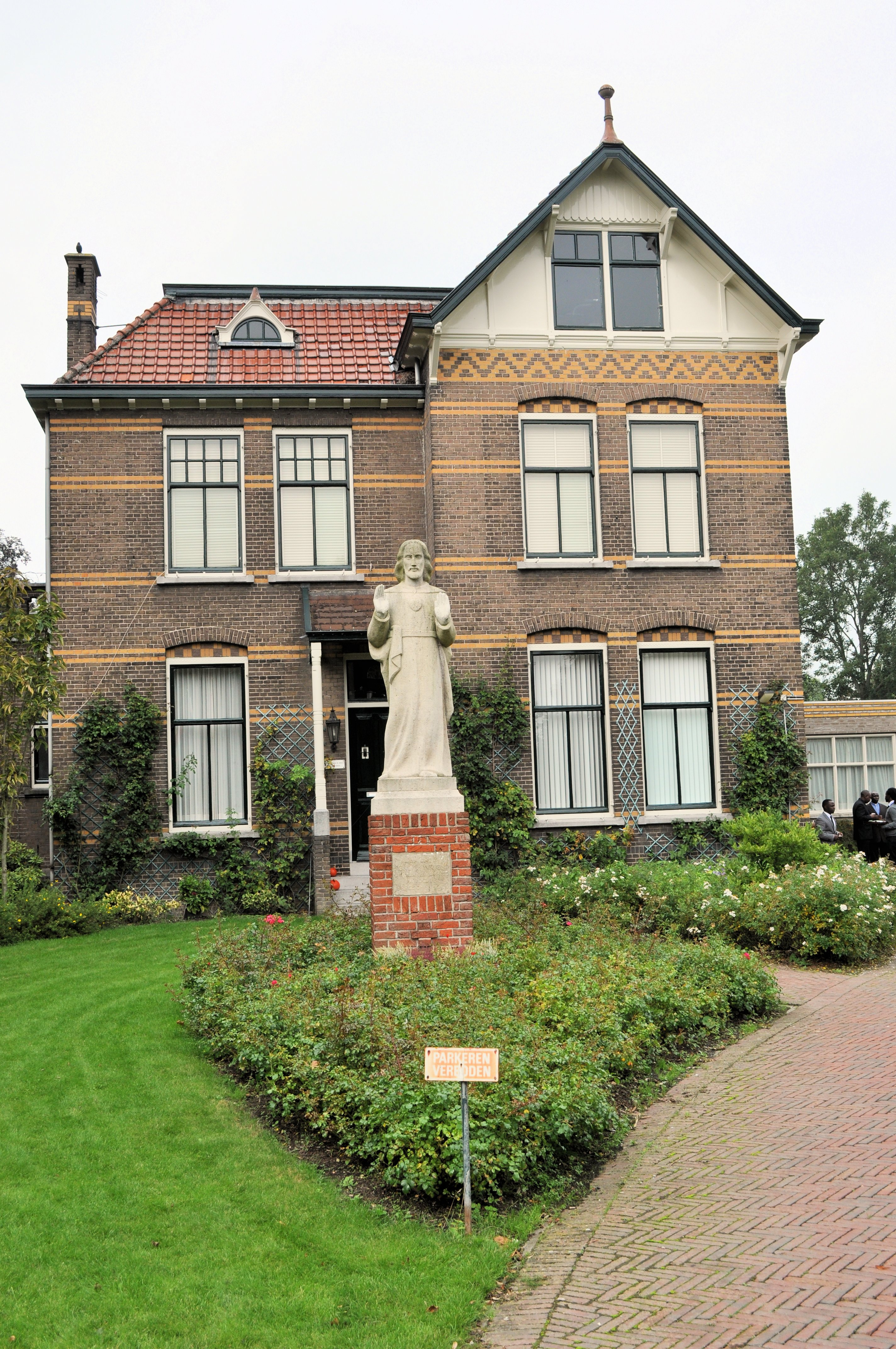
Het beeld voor de pastorie

## Beschrijving
Het beeld bestaat uit een staande Christusfiguur, gekleed in gedrapeerd gewaad. Hij houdt zijn beide handen geheven ter hoogte van het Heilig Hart op zijn borst. 
Op de gemetselde sokkel is een plaquette aangebracht met de tekst 

AAN ONZE
KONING & VRIEND
UIT DANKBAARHEID
PAROCHIE
BERGSCHENHOEK